# Buești
Buești es una comuna ubicada en el distrito de Ialomița, Rumania.

## Superficie
Cuenta con una superficie de 25,86 kilómetros cuadrados.

## Demografía
Hasta 2021 la población era de 966 habitantes, con una densidad de población de 37,35 habitantes por kilómetro cuadrado.